# Драгошевац (Јагодина)
Драгошевац је насељено место града Јагодине у Поморавском округу. Према попису из 2022. има 346 становника (према попису из 2011. било је 450 становника).

## Историја
У близини села се налази тврђава Драгошевац која потиче из средњег века. Драгошевац се помиње у османском попису из 1530. године као село у нахији Левач која је била део казе Загрлата.
До Другог српског устанка Драгошевац се налазило у саставу Османског царства. Након Другог српског устанка Драгошевац улази у састав Кнежевине Србије и административно је припадало Јагодинској нахији и Темнићској кнежини све до 1834. године када је Србија подељена на сердарства.

## Демографија
У насељу Драгошевац живи 415 пунолетних становника, а просечна старост становништва износи 44,0 година (42,6 код мушкараца и 45,5 код жена). У насељу има 154 домаћинства, а просечан број чланова по домаћинству је 3,25.
Ово насеље је великим делом насељено Србима (према попису из 2002. године), а у последња три пописа, примећен је пад у броју становника.
|  |

| Демографија | Демографија | Демографија |
| Година      | Становника  | Становника  |
| ----------- | ----------- | ----------- |
| 1948.       | 760         |             |
| 1953.       | 778         |             |
| 1961.       | 734         |             |
| 1971.       | 701         |             |
| 1981.       | 652         |             |
| 1991.       | 589         | 576         |
| 2002.       | 501         | 535         |
| 2011.       | 450         |             |
| 2022.       | 346         |             |

| Етнички састав према попису из 2002.‍ | Етнички састав према попису из 2002.‍ | Етнички састав према попису из 2002.‍ | Етнички састав према попису из 2002.‍ | Етнички састав према попису из 2002.‍ |
| ------------------------------------ | ------------------------------------ | ------------------------------------ | ------------------------------------ | ------------------------------------ |
|                                      |                                      |                                      |                                      |                                      |
| Срби                                 | Срби                                 |                                      | 499                                  | 99,60%                               |
| непознато                            | непознато                            |                                      | 0                                    | 0,0%                                 |

| Драгошевац у пописима Јагодинске нахије — од 1818. до 1829.                       |       |       |       |       |       |       |          |       |       |       |       |       |
| Година пописа                                                                     | 1818. | 1819. | 1820. | 1821. | 1822. | 1823. | 1824/25. | 1825. | 1826. | 1827. | 1828. | 1829. |
| Куће                                                                              | 28    | 30    | 28    | 27    | 27    | 27    | 27       | 27    | 27    | 27    | 26    | 25    |
| Пореске главе*                                                                    | -     | 29    | 28    | 31    | 32    | 36    | 35       | 34    | 31    | 28    | 29    | 27    |
| Арачке главе**                                                                    | 69    | 78    | 80    | 78    | 74    | 73    | 77       | 79    | 75    | 76    | 74    | 77    |
| *Пореске главе = Ожењени мушкарци \| ** Арачке главе = Мушкарци од 7 до 70 година |       |       |       |       |       |       |          |       |       |       |       |       |

| Година пописа     | 1948. | 1953. | 1961. | 1971. | 1981. | 1991. | 2002. |
| ----------------- | ----- | ----- | ----- | ----- | ----- | ----- | ----- |
| Број домаћинстава | 142   | 154   | 166   | 170   | 171   | 157   | 154   |

| Број чланова      | 1  | 2  | 3  | 4  | 5  | 6  | 7 | 8 | 9 | 10 и више | Просек |
| ----------------- | -- | -- | -- | -- | -- | -- | - | - | - | --------- | ------ |
| Број домаћинстава | 20 | 46 | 31 | 22 | 12 | 17 | 4 | 0 | 2 | 0         | 3,25   |

| Пол    | Укупно | Неожењен/Неудата | Ожењен/Удата | Удовац/Удовица | Разведен/Разведена | Непознато |
| ------ | ------ | ---------------- | ------------ | -------------- | ------------------ | --------- |
| Мушки  | 214    | 46               | 153          | 12             | 3                  | 0         |
| Женски | 219    | 27               | 151          | 39             | 1                  | 1         |
| УКУПНО | 433    | 73               | 304          | 51             | 4                  | 1         |

| Пол    | Укупно                    | Пољопривреда, лов и шумарство | Рибарство                            | Вађење руде и камена | Прерађивачка индустрија       |
| ------ | ------------------------- | ----------------------------- | ------------------------------------ | -------------------- | ----------------------------- |
| Мушки  | 118                       | 20                            | 0                                    | 1                    | 65                            |
| Женски | 58                        | 39                            | 0                                    | 0                    | 10                            |
| УКУПНО | 176                       | 59                            | 0                                    | 1                    | 75                            |
| Пол    | Производња и снабдевање   | Грађевинарство                | Трговина                             | Хотели и ресторани   | Саобраћај, складиштење и везе |
| Мушки  | 1                         | 3                             | 15                                   | 1                    | 6                             |
| Женски | 1                         | 0                             | 2                                    | 2                    | 1                             |
| УКУПНО | 2                         | 3                             | 17                                   | 3                    | 7                             |
| Пол    | Финансијско посредовање   | Некретнине                    | Државна управа и одбрана             | Образовање           | Здравствени и социјални рад   |
| Мушки  | 0                         | 0                             | 3                                    | 0                    | 1                             |
| Женски | 0                         | 0                             | 0                                    | 0                    | 3                             |
| УКУПНО | 0                         | 0                             | 3                                    | 0                    | 4                             |
| Пол    | Остале услужне активности | Приватна домаћинства          | Екстериторијалне организације и тела | Непознато            | Непознато                     |
| Мушки  | 2                         | 0                             | 0                                    | 0                    | 0                             |
| Женски | 0                         | 0                             | 0                                    | 0                    | 0                             |
| УКУПНО | 2                         | 0                             | 0                                    | 0                    | 0                             |